# Acanthoscelio americanus
Acanthoscelio americanus är en stekelart som beskrevs av William Harris Ashmead 1893. Acanthoscelio americanus ingår i släktet Acanthoscelio och familjen Scelionidae. Inga underarter finns listade i Catalogue of Life.